# ويليام مارش رايس
ويليام مارش رايس (بالإنجليزية: William Marsh Rice)‏ هو تاجر أمريكي، ولد في 14 مارس 1816 في سبرينغفيلد في الولايات المتحدة، وتوفي في 23 سبتمبر 1900 في نيويورك في الولايات المتحدة بسبب سم.